# Уї
Уї (*д/н—1259 до н. е.) — давньоєгипетський діяч XIX династії, верховний жрець Птаха у Мемфісі за володарювання фараона Рамсеса II.

## Життєпис
Знань про Уї недостатньо. Більшість дослідників вважають, що він став верховним жерцем Птаха на 13 рік панування фараона Рамсеса II, тобто близько 1277 року до н. е. (після Ірі-Ірі). Перебував на цій посаді до близько 1259 року до н. е. (31 року правління фараона). Втім існує також версія, що став верховним жерцем на 2 рік правління Рамсеса II (тобто близько 1288 року до н. е.) й перебував на ній до 1270 року до н. е. (20 року панування фараона). Проте натепер перша хронологія більш певна.
Ім'я верховного жерця Уї також зустрічається на 2 поховальних сосудах Апіса. Поховано в Серапеумі.